# József Solymosi

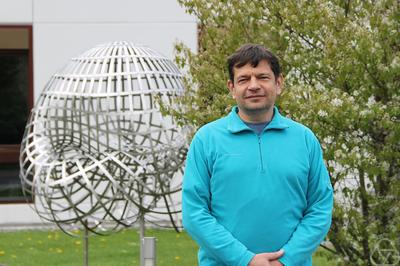
Jozsef, Solymosi, Oberwolfach 2017

József Solymosi (* 10. November 1959) ist ein ungarisch-kanadischer Mathematiker, der sich mit Kombinatorik befasst.

## Leben
Solymosi erhielt 1999 seinen Masterabschluss an der Eötvös-Loránd-Universität in Budapest (bei László Székely) und wurde 2001 bei Emo Welzl an der ETH Zürich promoviert (Ramsey-type results on planar geometric objects). 2001 bis 2003 war er S.E. Warschawski Assistant Professor an der University of California, San Diego und ab 2002 Assistant Professor an der University of British Columbia, an der er 2007 Associate Professor und 2011 Professor wurde.
2007/08 war er am Institute for Advanced Study. 2010 war er Gastprofessor an der EPFL in Lausanne, 2014 an der University of California, Los Angeles, und 2019 an der Yale University. 2018/19 forschte er am Alfred Renyi Institut in Budapest und 2011 war er Gastwissenschaftler am Isaac Newton Institute.
Solymosi zeigte 2003, dass falls in einer endlichen Menge von Punkten der euklidischen Ebene jedes Paar von Punkten einen ganzzahligen Abstand hat, der Durchmesser der Menge linear in der Anzahl der Punkte sein muss. Das steht in Zusammenhang mit dem Satz von Erdős und Anning, nach dem eine unendliche Menge von Punkten der euklidischen Ebene mit ganzzahligem Abstand der Punkte untereinander auf einer Gerade liegen muss.
Im Rahmen des (offenen) Erdős-Ulam-Problems (das danach fragt ob es eine dichte Untermenge der Ebene gibt, deren Punkte alle rationale Abstände untereinander haben) bewies er mit Frank de Zeeuw, dass die einzigen irreduziblen algebraischen Kurven, die unendliche viele Punkte mit untereinander rationalen Abständen haben können, der Kreis und die Gerade sind.
Mit Terence Tao verallgemeinerte er den Satz von Szemerédi und Trotter, nach dem die Zahl der Inzidenzen von n Punkten und m Geraden in der euklidischen Ebene von der Größenordnung {\displaystyle O({(nm)}^{\frac {2}{3}}+n+m)} ist. Tao und Solymosi betrachteten beliebige euklidische Räume endlicher Dimension und Inzidenzen zwischen n Punkten und m affinen Unterräumen, wobei jedes Paar von Unterräumen höchstens einen Schnittpunkt hat. Sie zeigten für die Anzahl der Inzidenzen {\displaystyle O({(nm)}^{{\frac {2}{3}}+\varepsilon }}
Er verbesserte sowohl die Schranken im Problem verschiedener Abstände von Erdős in der Ebene als auch in höheren Dimensionen.
Von ihm stammen Verbesserungen zum Satz von Erdős und Szemerédi. Dieser besagt, dass bei einer endlichen Menge reeller Zahlen A es Konstante c, {\displaystyle \epsilon } gibt, so dass
{\displaystyle \max(|A+A|,|A\cdot A|)\geq c|A|^{1+\varepsilon }}
Solymosi zeigte, dass {\displaystyle \epsilon } beliebig nahe ein Drittel ist.
Er trug zum ersten Polymath-Projekt von Timothy Gowers bei, bei dem es um Verbesserungen zum Satz von Hales und Jewett ging.
2006 wurde er Sloan Research Fellow und 2008 erhielt er den André Aisenstadt Prize. 2012 wurde er Ehrendoktor der ungarischen Akademie der Wissenschaften. 2013 bis 2015 war er Herausgeber des Electronic Journal of Combinatorics.

## Schriften
- mit C. Tóth: Distinct distances in the plane, Discrete & Computational Geometry, Band 25, 2001, S.: 629–634
- mit Noga Alon, J. Pach: Ramsey-type theorems with forbidden subgraphs, Combinatorica, Band 21, 2001, S. 155–170
- Note on integral distances, Discrete & Computational Geometry, Band 30, 2003, S. 337–342
- On the number of sums and products, Bulletin of the London Mathematical Society, Band 37, 2005, S. 491–494
- mit Van H. Vu: Near optimal bounds for the Erdős distinct distances problem in high dimensions, Combinatorica, Band 28, 2008, S. 113–125
- Bounding multiplicative energy by the sumset, Advances in Mathematics, Band 222, 2009, S.  402–408
- mit Frank de Zeeuw: On a question of Erdős and Ulam, Discrete & Computational Geometry, Band 43, 2010, S. 393–401
- mit Terence Tao: An incidence theorem in higher dimensions, Discrete & Computational Geometry, Band 48, 2012, S. 255–280